# Ooencyrtus rufogaster
Ooencyrtus rufogaster är en stekelart som först beskrevs av Jean Risbec 1955.  Ooencyrtus rufogaster ingår i släktet Ooencyrtus och familjen sköldlussteklar. Inga underarter finns listade i Catalogue of Life.